# Jonah Hex (2010.)
Jonah Hex je američki vestern film baziran na istoimenom liku DC Comicsa.

## Sadržaj
Jonah Hex je unakaženi lutalica i lovac na ucjene koji može uhvatiti bilo koga i bilo što. Preživio je vlastitu smrt i sada je jednom nogom "na onom svijetu". Jedina mu je prijateljica prostitutka Leila, koja izvrsno barata oružjem. Ali kada mu američka vojska ponudi da za njih uhvati Quentina Turnbula, opasnog terorista koji okuplja privatnu vojsku i sprema se stvoriti pakao na zemlji, Jonah neće moći odbiti, jer i sam ima nerješene račune s njim.

## Uloge
- Josh Brolin - Jonah Hex, bivši vojnik Konfederacije, sada lovac na ucjene.
- John Malkovich - Quentin Turnbull, bivši general vojske Konfederacije, sada terorist koji pokušava uništiti Sjedinjene Američke Države.
- Megan Fox - Leila, prostitutka zaljubljena u Hexa.
- Michael Fassbender - Burke, Turnbullova desna ruka.
- Will Arnett - poručnik Grass, unionistički vojni časnik koji zapošljava Hexa kao lovca na ucjene.
- Aidan Quinn - Ulysses S. Grant, 18. predsjednik SAD-a.

## Razlike između filma i stripa
- U filmu Jonahu lice unakazi Turnbull užarenim željezom dok je u stripu to učinio jedan Indijanac užarenom sjekirom.
- Leila i Burke se uopće ne pojavljuju u stripu, izmišljeni su za potrebe filma.
- U filmu, Jonahovu obitelj je pobio Turnbull dok se u stripu ništa slično nije dogodilo.